# Tumecauda schaefferi
Tumecauda schaefferi är en insektsart som beskrevs av Goding. Tumecauda schaefferi ingår i släktet Tumecauda och familjen hornstritar. Inga underarter finns listade i Catalogue of Life.